# Run to Me
"Run To Me" é uma canção dos Bee Gees de 1972 incluída no álbum To Whom It May Concern e lançada como single. Foi a carro-chefe e única música de sucesso desse álbum, ficando entre as dez mais tocadas no Brasil em 1972. 
Robin Gibb, em uma entrevista para o britânico The Mail on Sunday (O Jornal de Domingo), em 01º de novembro de 2009, relembra:
"Nós a escrevemos na casa do nosso produtor Robert Stigwood em Beverly Hills. Ele era um grande visionário e defendia as nossas crenças e químicas como irmãos. Liricamente, essa canção narra os desejos de um homem que anseia para ser notado por uma garota de coração partido."
Existe uma versão em português dessa música, chamada Vem Pra Mim, gravada em 2000 pela boy band 6l6, um grupo produzido pelo compositor Michael Sullivan.